# سنتز اکسیندول هینسبرگ
سنتز اکسیندول هینسبرگ (به انگلیسی: Hinsberg oxindole synthesis) روشی برای تهیه اکسیندول از واکنش افزایشی یک بی‌سولفیتِ گلیوکسال است. این سنتز به افتخار ابداع‌کننده آن اسکار هینسبرگ نامگذاری شده‌است.

## همچنین ببینید
- آلکیل‌دار کردن فریدل–کرافتس
- سنتز استوله